# یسننی
یسننی (به چکی: Jesenný) یک منطقهٔ مسکونی در جمهوری چک است که در ناحیه سمیلی واقع شده‌است.